# Калюжный, Виктор Иванович
Ви́ктор Ива́нович Калю́жный (род. 18 апреля 1947, Бирск, Башкирская АССР) — российский политик; министр топлива и энергетики России (1999—2000), заместитель министра иностранных дел России, посол России в Латвии (2004—2008).

## Биография
Родился в семье работников нефтедобывающей отрасли. Окончил Уфимский нефтяной институт (1970).
- В 1970—1978 годах — в производственном объединении «Томскнефть» Миннефтепрома, от оператора до главного инженера нефтяного газодобывающего управления (НГДУ) «Васюганнефть».
- В 1980—1986 годах — на партийной работе: секретарь парткома НГДУ «Стрежевойнефть», второй секретарь Стрежевого ГК КПСС Томской области.
- В 1986—1990 годах — продолжение карьеры в Миннефтепроме: заместитель начальника по экономике НГДУ «Стрежевойнефть» производственного объединения «Томскнефть», главный инженер, начальник НГДУ «Приобнефть» производственного объединения «Нижневартовскнефтегаз».
- В 1990—1993 годах — директор по добыче нефти и газа совместного предприятия «Вьетсовпетро» (г. Вунг Тау, Республика Вьетнам).
- В 1993—1997 годах — первый заместитель генерального директора АО «Томскнефть» (г. Стрежевой).
- В 1997 году — первый вице-президент Восточной нефтяной компании (г. Томск).
- В 1997—1998 годах — депутат Законодательной Думы Томской области второго созыва.
- В 1998—1999 годах — первый заместитель министра топлива и энергетики России.
- С 25 мая 1999 по 28 июня 2000 года — министр топлива и энергетики России[1][2][3].
- С 31 мая 2000 по 29 июля 2004 года — заместитель министра иностранных дел и спецпредставитель президента РФ по вопросам урегулирования статуса Каспийского моря[4][5][6][7].
- С 1 сентября 2004 по 11 января 2008 года — чрезвычайный и полномочный посол Российской Федерации в Латвии[8][9]. «Главное, о чем мне сказали перед отъездом в Ригу, что у России с Латвией все очень плохо, а единственное хорошее — это резиденция посла»[10].

Во время работы в Латвии Калюжный подвергался публичной критике со стороны своих бывших подчинённых, третьего секретаря Посольства России в Латвии Владимира Симиндея и третьего секретаря Посольства России в Латвии Дмитрия Ермолаева
Председатель Наблюдательного совета фонда «Национальный нефтяной институт».

## Увлечения
Владеет английским языком. Теннис, футбол, баскетбол.

## Семья
Женат. Имеет двух сыновей — Михаила и Павла, совладельцев латвийской фирмы «Terminala serviss».

## Награды
- Нагрудный знак «Отличник нефтяной и газовой промышленности СССР»
- Орден «Знак Почёта» (1984)
- Медаль «За освоение недр и развитие нефтегазового комплекса Западной Сибири» (1986)
- Медаль ордена «За заслуги перед Отечеством» II степени (4 марта 1996) — за заслуги в области экономики и многолетний добросовестный труд[13]
- Орден «За служение Отечеству» III степени (2006)[14]
- Медаль ордена «За заслуги перед Отечеством» I степени (9 октября 2007) — за большой вклад в реализацию внешней политики Российской Федерации[15]
- Почётная грамота Правительства Российской Федерации (18 апреля 2007) — за вклад в развитие энергетики, реализацию внешней политики России в сфере энергетики и многолетний плодотворный труд[16]
- Орден Дружбы
- Памятная медаль А. М. Горчакова (2008, МИД РФ)[17]
- Орден святого благоверного князя Даниила Московского III степени (2008, РПЦ)[18] — «за внимание к трудам на благо Церкви и Отечества и в связи с 60-летием со дня рождения»

В некоторых СМИ сообщалось, что накануне отзыва из Латвии, В. Калюжный может быть удостоен высшей латвийской награды — ордена Трёх Звёзд III степени, однако по просьбе депутатов Сейма это награждение не состоялось.

## Дипломатический ранг
- Чрезвычайный и полномочный посол (24 апреля 2003)[20]